# Belton (région)
Pour les articles homonymes, voir Baleine (homonymie) et Belton.
Pour un article plus général, voir Géographie de Pluton.
La région Belton (Belton Regio), anciennement connue sous le nom officieux de région Cthulhu (Cthulhu Regio), puis de macule Cthulhu (Cthulhu Macula), et surnommée « la Baleine » en raison de sa forme, est une région de faible albédo (qui apparaît donc sombre) qui s'étend sur environ 3 000 kilomètres le long de l'équateur de Pluton. Elle est située à l'ouest de la région Tombaugh, le « cœur » de Pluton, à l'opposé de la région sombre nommée Safronov (anciennement nommée officieusement la macule Krun).
Le nom officieux initial faisait référence à Cthulhu, une monstrueuse entité cosmique inventée par l'écrivain américain Howard Phillips Lovecraft en 1928. Le nom officiel fait pour sa part référence à Michael J. S. Belton (1934-2018), astronome britannique qui, en 2002, présida le premier Planetary Science Decadal Survey, qui établit le programme New Frontiers de la NASA, dont la mission New Horizons à destination de Pluton et de la ceinture de Kuiper.